# Kim Gyeong-min
Kim Gyeong-min (kor. 김경민; * 15. August 1990) ist ein südkoreanischer Fußballspieler.

## Karriere
Kim Gyeong-min erlernte das Fußballspielen in der Schulmannschaft der Eonnam High School sowie in der Universitätsmannschaft der Yonsei University. Seinen ersten Vertrag unterschrieb er 2013 bei Incheon United. Das Fußballfranchise aus Incheon spielte in der ersten Liga, der K League Classic. Von Mitte 2013 bis Ende 2013 wurde er an den Bucheon FC 1995 ausgeliehen. Das Fußballfranchise aus Bucheon spielte in der zweiten Liga, der K League Challenge. Nach Beendigung der Leihe ging er zu Sangju Sangmu FC. Zu den Spielern des Vereins zählen südkoreanische Profifußballer, die ihren zweijährigen Militärdienst ableisten. 2018 zog es ihn nach Thailand. Hier unterschrieb er einen Vertrag beim Erstligisten Chonburi FC. Der Verein aus Chonburi spielte in der höchsten thailändischen Liga, der Thai League. Nach 48 Erstligaspielen ging er Anfang 2020 wieder in seine Heimat, wo er sich dem Zweitligisten Gyeongnam FC aus Changwon anschloss. Für Gyeongnam absolvierte er acht Spiele. Von Februar 2021 bis Ende Juni 2021 war er vertrags- und vereinslos. Am 23. Juni 2021 verpflichtete ihn der Drittligist Hwaseong FC aus Hwaseong.